# Krčava
Krčava es un municipio del distrito de Sobrance en la región de Košice, Eslovaquia, con una población estimada a final del año 2024 de 434 habitantes.
Se encuentra ubicado al noreste de la región, en la cuenca hidrográfica del río Bodrog (afluente derecho del Tisza) y cerca de la frontera con la región de Prešov, Ucrania y Hungría.

## Demografía
| Año        | 1994 | 2004    | 2014    | 2024    |
| ---------- | ---- | ------- | ------- | ------- |
| Población  | 449  | 437     | 420     | 434     |
| Diferencia |      | −2,67 % | −3,89 % | +3,33 % |

| Año        | 2023 | 2024    |
| ---------- | ---- | ------- |
| Población  | 437  | 434     |
| Diferencia |      | −0,68 % |